# Olimpíada Cultural Barcelona 1992
L'Olimpíada Cultural va ser un organisme depenent del Comitè Organitzador de les Olimpíades de Barcelona encarregat d'organitzar un programa d'actes de tipus cultural que complementava les activitats de foment i difusió del projecte olímpic a la ciutat de Barcelona durant l'olimpíada, és a dir, els quatre anys previs a la celebració dels Jocs de la XXV Olimpíada a Barcelona, l'any 1992.

## Origen
Dins la candidatura de Barcelona per a optar a la realització dels Jocs Olímpics d'estiu de 1992, s'incorporava el compromís de la ciutat d'organitzar -juntament a les proves esportives i els corresponents requisits infraestructurals i logístics- un programa quadriennal d'iniciatives culturals que havien de culminar en el Festival Olímpic de les Arts.
Aquest programa, a més d'incloure espectacles culturals, també havia de donar impuls a l'energia creadora de la ciutat i fomentar el diàleg entre els pobles i les cultures que participarien en els jocs. D'aquesta forma, l'Olimpíada Cultural, donava una altra dimensió a la vocació dels jocs olímpics de l'era moderna de reforçar els lligams entre la cultura i l'esport en el marc dels ideals olímpics.

## Creació i objectius
El 10 de novembre de 1988, pocs mesos després de finalitzar els anteriors jocs olímpics, a Seül, es va constituir Olimpíada Cultural S.A., amb naturalesa jurídica de societat privada del COOB'92.
Les línies estratègiques de les activitats es varen centrar en relacionar la història i l'actualitat de la ciutat de Barcelona en què es destacaven el seu patrimoni històric combinat amb la seva relació amb les avantguardes artístiques i la seva sensibilitat i el seu compromís amb l'entorn. És a dir una combinació de llarga tradició, aposta per la innovació incorporant, a més, temes d'impacte mediambiental encara molt poc implantats socialment en aquella època. Una segona línia de treball inicial consistia en acostar les instàncies culturals tradicionals cultivadores del pensament i l'art, cap al món de l'esport, utilitzant, entre d'altres, l'exemple de l'esport en l'època clàssica. Per acabar, es varen organitzar activitats vinculades directament amb espectacles musicals i arts escèniques. L'eix central d'aquesta activitat varen ser els Festivals de Tardor, amb la voluntat de celebrar conjuntament manifestacions de música clàssica, contemporània i popular, jazz, teatre, dansa i arts escèniques, &de caràcter local i internacional. Aquests festivals ràpidament varen formar part de l'agenda de convocatòries internacionals i van culminar, l'any 1992, amb el Festival Olímpic de les Arts, celebrat durant els Jocs com a contrapunt artístic a l'efemèride esportiva.

## Mascota
L'Olimpíada Cultural va disposar de mascota oficial, la Nosi. Va ser dissenyada l'any 1990 per Xavier Mariscal, l'autor de Cobi i Petra, mascotes olímpica i paralímpica respectivament. La Nosi, el primer nom de la qual havia de ser Cobita, representa una nena educada i culta. Tot i no haver gaudit de la mateixa difusió que les altres dues mascotes sí que va tenir un bon paper en la difusió de l'Olimpíada Cultural.

## Els programes anuals
La primera activitat realitzada dins aquest marc, fins i tot un mes abans de la creació formal de l'entitat jurídica, va ser la coneguda com a "Pòrtic de l'olimpíada", un conjunt d'actes destinats a commemorar l'inici de l'olimpíada de Barcelona:
- La Nit, un festival musical que va tenir lloc a l'avinguda de la Reina Maria Cristina, a Montjuïc, que va agrupar primeres figures de l'òpera i del rock.
- La Festa, una festa popular per tota la ciutat amb motiu de l'arribada de la bandera olímpica a Barcelona
- L'exposició Barcelona, la ciutat i el 92, que presentava els projectes relacionats amb els Jocs Olímpics i els canvis que la ciutat havia d'experimentar entre aquell moment i el final dels Jocs.

L'any 1989 es va realitzar l'exposició Planeta Esport, a l'antic Mercat del Born, per tal d'acostar el món de l'esport al gran públic. Més endavant, al final de setembre, el I Festival de Tardor va aplegar espectacles de teatre, música i dansa d'arreu del món. En aquest primer any d'activitat, es va iniciar la Crònica cinematogràfica 1989-1992, una activitat sistemàtica de recollida de material cinematogràfic i de fotografies que va permetre, a mode de timelapse descriure l'evolució i transformació urbanística de Barcelona en els quatre anys de l'olimpíada.

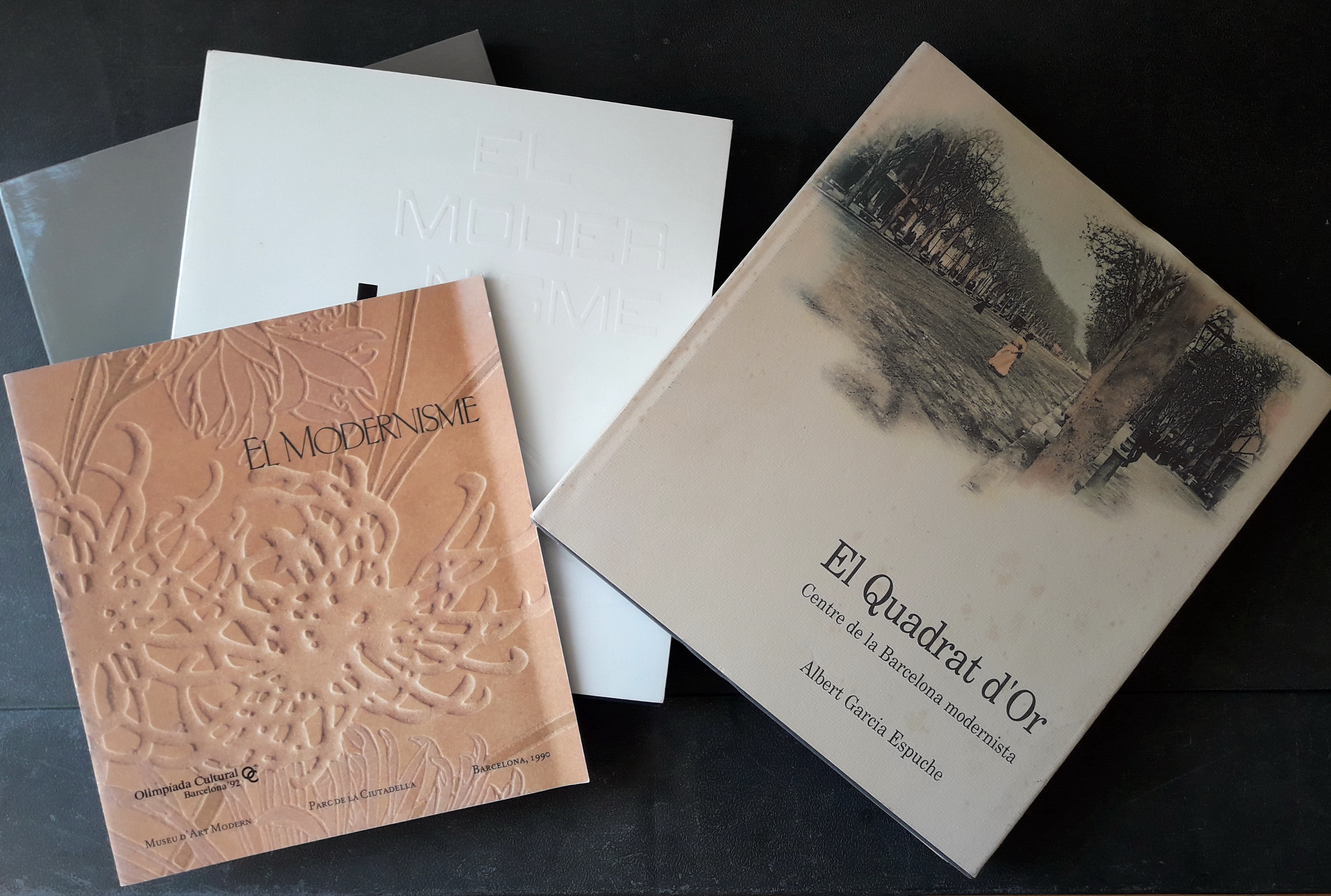
Mostra de catàlegs sobre les exposicions dedicades al Modernisme organitzades per l'Olimpíada Cultural el 1990

L'any 1990 l'Olimpíada Cultural va posar en marxa la Mostra Modernisme 1990, que aplegava dues grans exposicions: El Quadrat d'or i El Modernisme, totes dues sobre l'esplendor del període mític de començaments del segle xx, tan representatiu de Barcelona. En el camp de les arts escèniques es va celebrar el II Festival de Tardor, que continuava l'activitat que s'havia iniciat en la seva primera edició, amb espectacles nacionals i internacionals. Finalment, es va dur a terme el projecte de Senyalització històrica, en què es varen col·locar plaques commemoratives als edificis històrics més destacats de la ciutat.
L'any 1991 es va realitzar el projecte de disseny Casa Barcelona -presentat en una exposició-, que va consistir en la creació d'una línia de disseny d'habitat per a la Barcelona dels anys noranta. També es va celebrar el III Festival de Tardor, l'últim del cicle, amb una nova mostra pluridisciplinària de les arts de l'espectacle centrat en el teatre, la música i la dansa.
Si els tres primers anys la seva activitat estava orientada principalment a un públic local, l'any 1992 l'Olimpíada Cultural va orientar la seva activitat a aglutinar, dinamitzar i coordinar els esforços que els estaments públics i privats de Barcelona i de les subseus van fer amb motiu de l'esdeveniment olímpic. La seva activitat es va organitzar en tres eixos temàtics: a) Barcelona, dos mil anys; b) Arts i esports, i c) Festival Olímpic de les Arts. El resultat fou un important conjunt d'exposicions, activitats artístiques i escèniques que complementaven les manifestacions esportives i mostraven al món la creativitat i la riquesa cultural de la ciutat i el país que acollien els jocs.

### Les exposicions
| Exposició                    | Data                                | Lloc                                            | Contingut/Missió | Comissari                                                                    | Visitants | Altres |
| ---------------------------- | ----------------------------------- | ----------------------------------------------- | --- | ---------------------------------------------------------------------------- | --------- | --- |
| Barcelona, la ciutat i el 92 | 1a edició: 8-10-1988 a 1989         | Dipòsit de les Aigües (campus de la Ciutadella) | Mostra exhaustiva dels projectes urbans en curs relacionats directament o indirectament amb l'organització dels Jocs |                                                                              | 350.000   | |
| Barcelona, la ciutat i el 92 | 1a edició: 1989-1990                | Itinerant per Europa                            | Mateix contingut, difusió internacional |                                                                              |           | |
| Barcelona, la ciutat i el 92 | 2a edició: 1990-1991                | Dipòsit de les Aigües                           | Retorn a la ciutadania de l'estat de la situació dels projectes urbanístics |                                                                              |           | Vídeo Barcelona 1993. Viatge al futur de Manuel Huerga, on s'explicaven els continguts de l'exposició per mitja d'un viatge imaginari per la Barcelona futura. |
| Planeta Esport               | Maig a juliol de 1989               | Mercat del Born                                 | Acostament de l'esport al ciutadà mitjançant la possibilitat que comparés les seves capacitats físiques amb els resultats de plusmarquistes. L'espai Palestra va comptar amb les demostracions de més de 5.000 esportistes amb el suport de les federacions.                       | Josep Ramoneda, Jorge Wagensberg, i el disseny de l'espai, de Daniel Freixes | 250.000   | Llibre Planeta Esport |
| El Quadrat d'Or              | 14 de juny - 30 de novembre de 1990 | Casa Milà                                       | Centrada en l'arquitectura modernista, analitzava la formació del barri burgés (el quadrat d'or) a la part central de l'Eixample de Barcelona, on es va generar i es conserva bona part de la producció modernista.                                                                | Albert Garcia Espuche                                                        | 330.000   | Vídeo Quadrat d'Or de Manuel Huerga i llibre del mateix nom, de Garcia Espuche                                                                                 |
| El Modernisme                | 14 de juny - 30 de novembre de 1990 | Museu d'Art Modern de Barcelona                 | Centrada en objectes i obres d'art modernista. Va ser l'exposició amb major nombre de peces d'aquest període que s'ha fet. El museu va poder fer noves adquisicions, restaurar-ne d'altres. L'exposició també va comptar amb múltiples obres cedides per col·leccions particulars. | Albert Garcia Espuche                                                        |           | Catàleg de l'exposició de Garcia Espuche |